# Gabriela Patricia Chávez
Gabriela Patricia Chávez (9 de abril de 1989) é uma futebolista argentina que atua como defensora.

## Carreira
Gabriela Patricia Chávez integrou o elenco da Seleção Argentina de Futebol Feminino, nas Olimpíadas de 2008.